# 東京国際空港ターミナル
東京国際空港ターミナル株式会社（とうきょうこくさいくうこうターミナル、英語: Tokyo International Air Terminal Corporation）は、東京国際空港（羽田空港）のターミナルビルのうち、第3旅客ターミナルの整備、運営を主な事業とする会社。略称は、TIAT（ティアット）。

## 概要

2023年以前の旧ロゴ

2010年（平成22年）10月に開業した、羽田空港国際線旅客ターミナル（現：第3旅客ターミナル）等の建設及び整備、運営はPFI事業として進められているが、この事業候補者として2006年（平成18年）4月に日本空港ビルデングを代表とする「HKTグループ」が選定された。これを受けて、HKTグループがPFI事業実施のために同年6月20日に設立した特別目的会社である。同年7月7日に国土交通省航空局との間で事業契約を締結した。

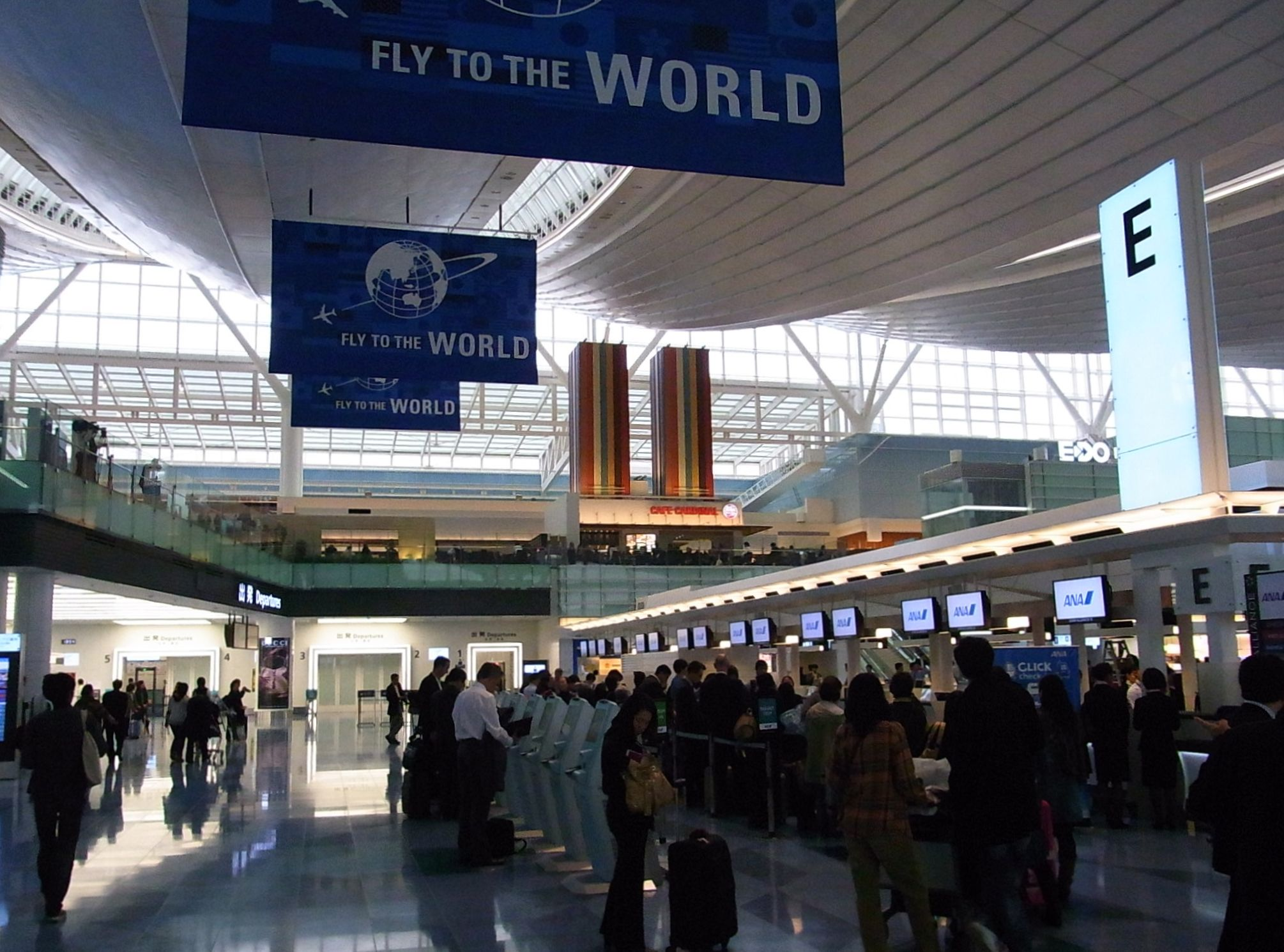
3階「出発ロビー」（2010年10月21日撮影）
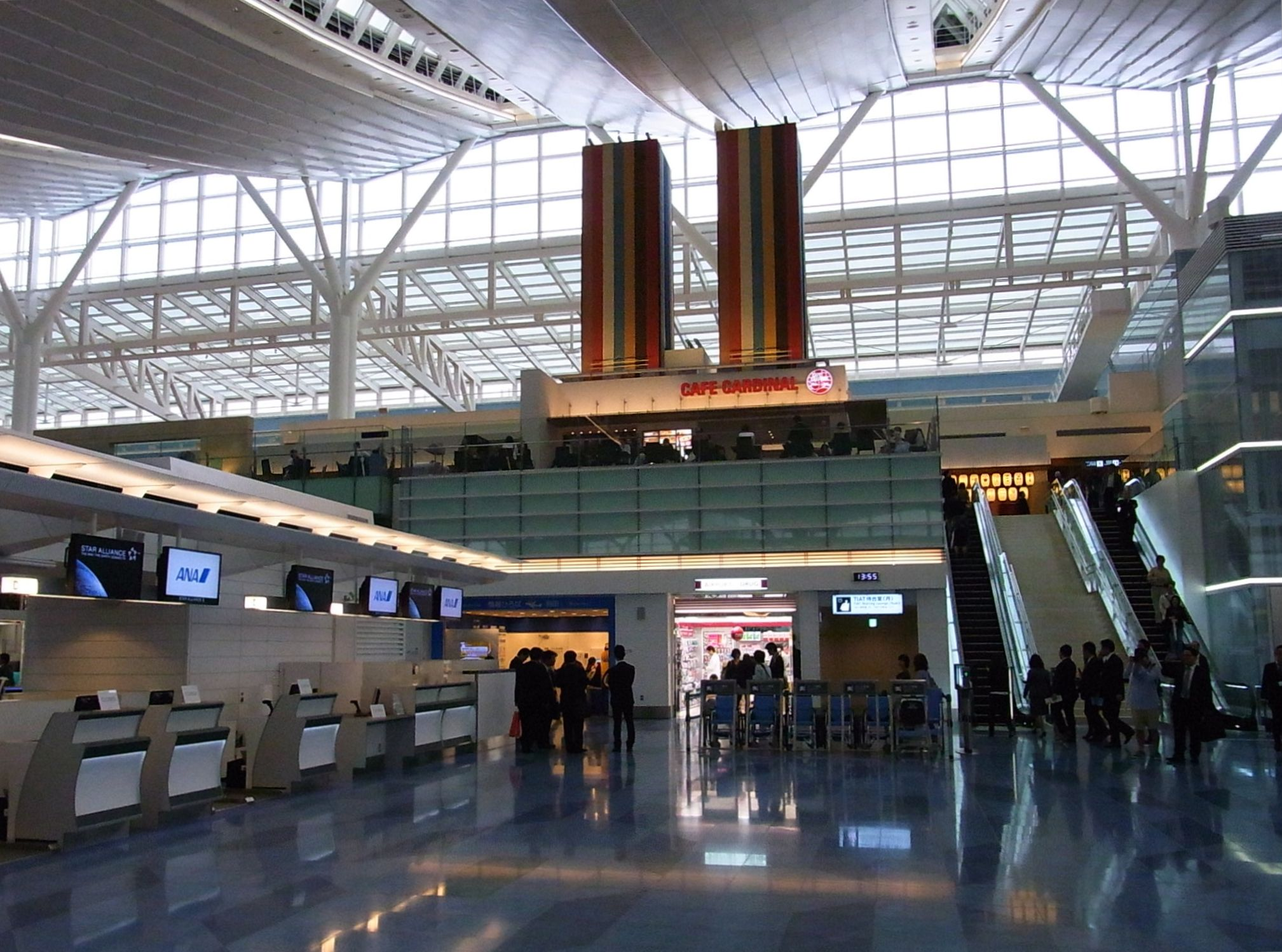
3階「出発ロビー」（2010年10月21日撮影）
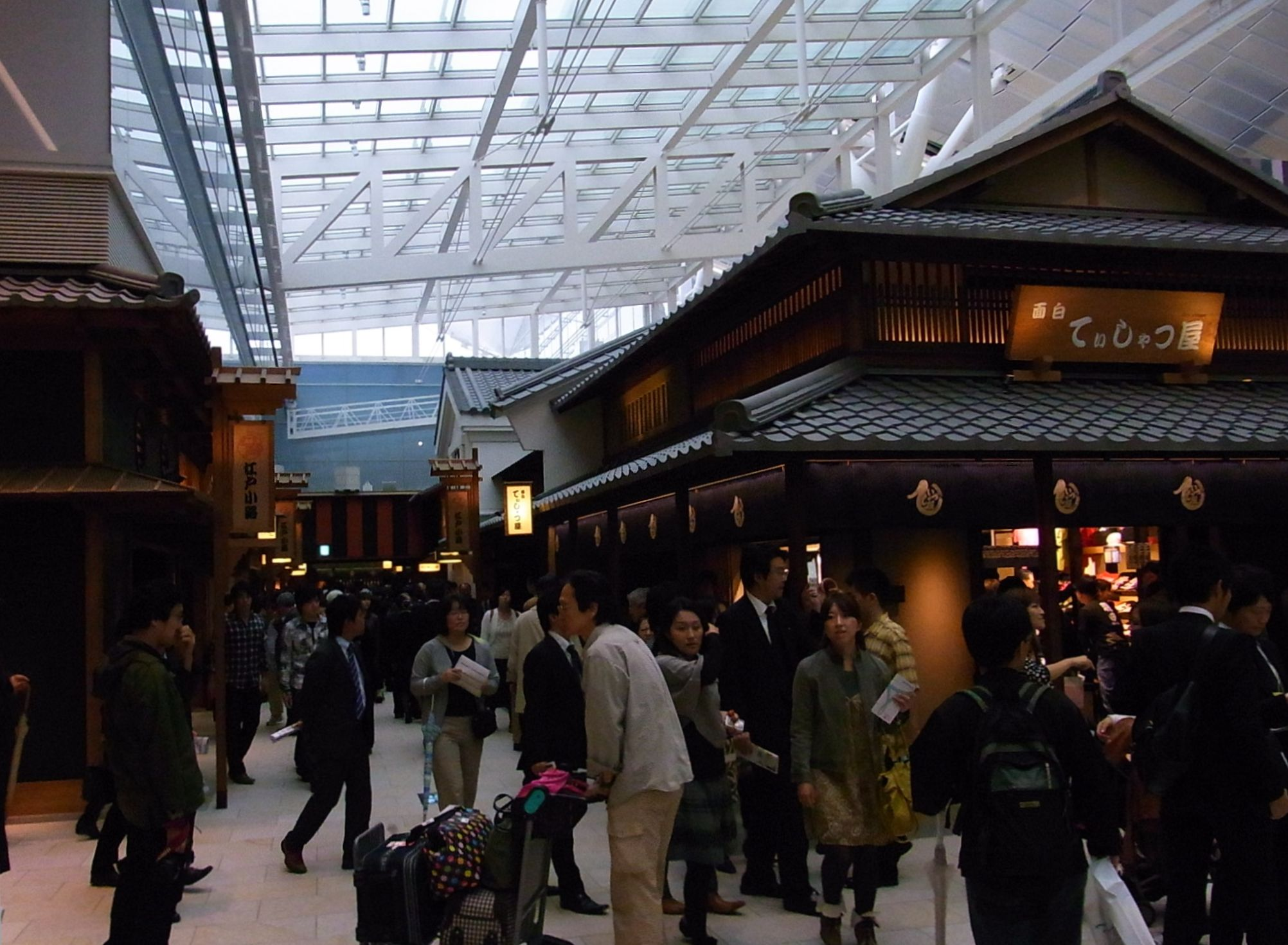
4階「広小路」から「江戸小路」を見る（2010年10月21日撮影）
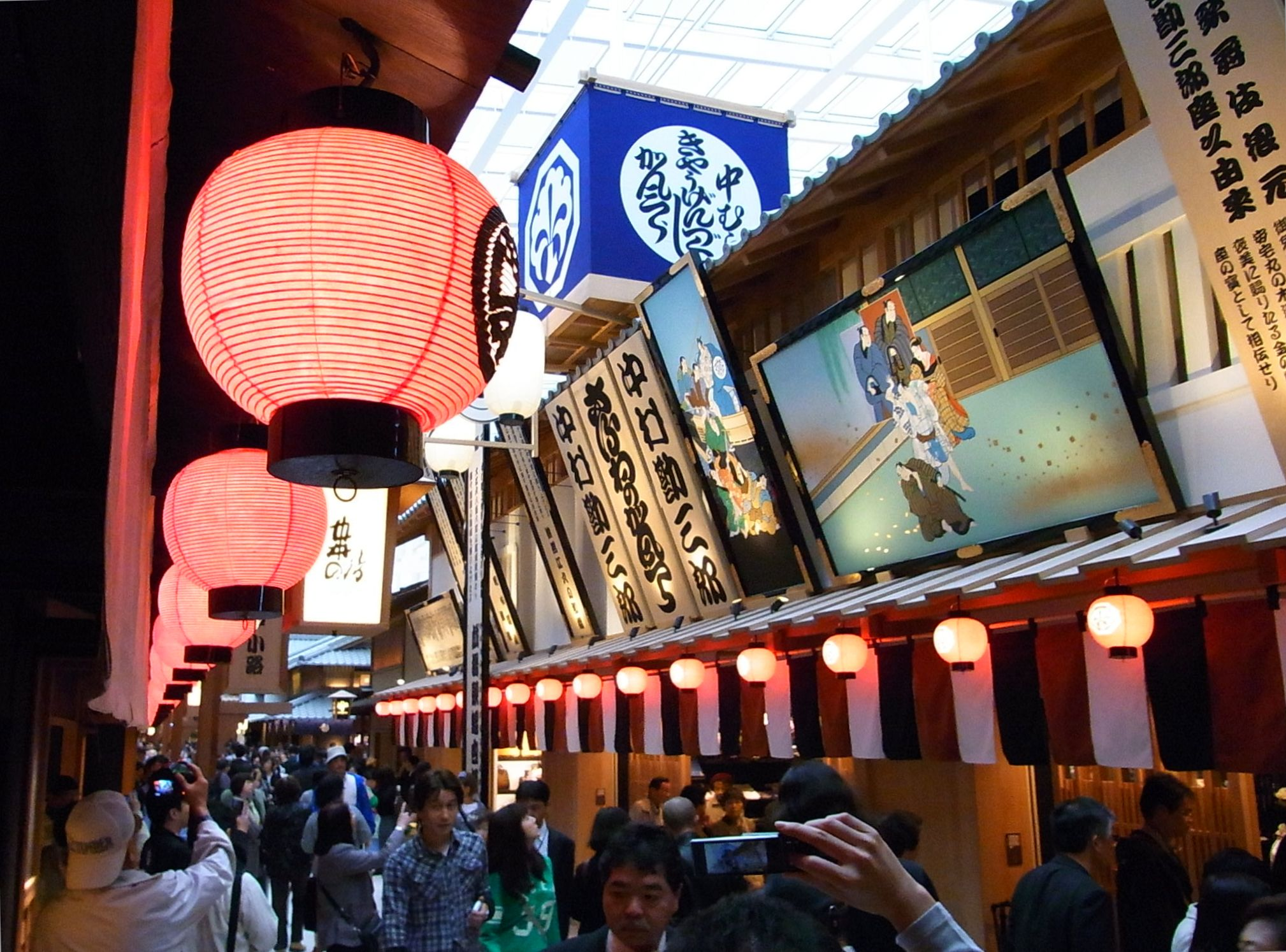
4階「江戸小路」（2010年10月21日撮影）
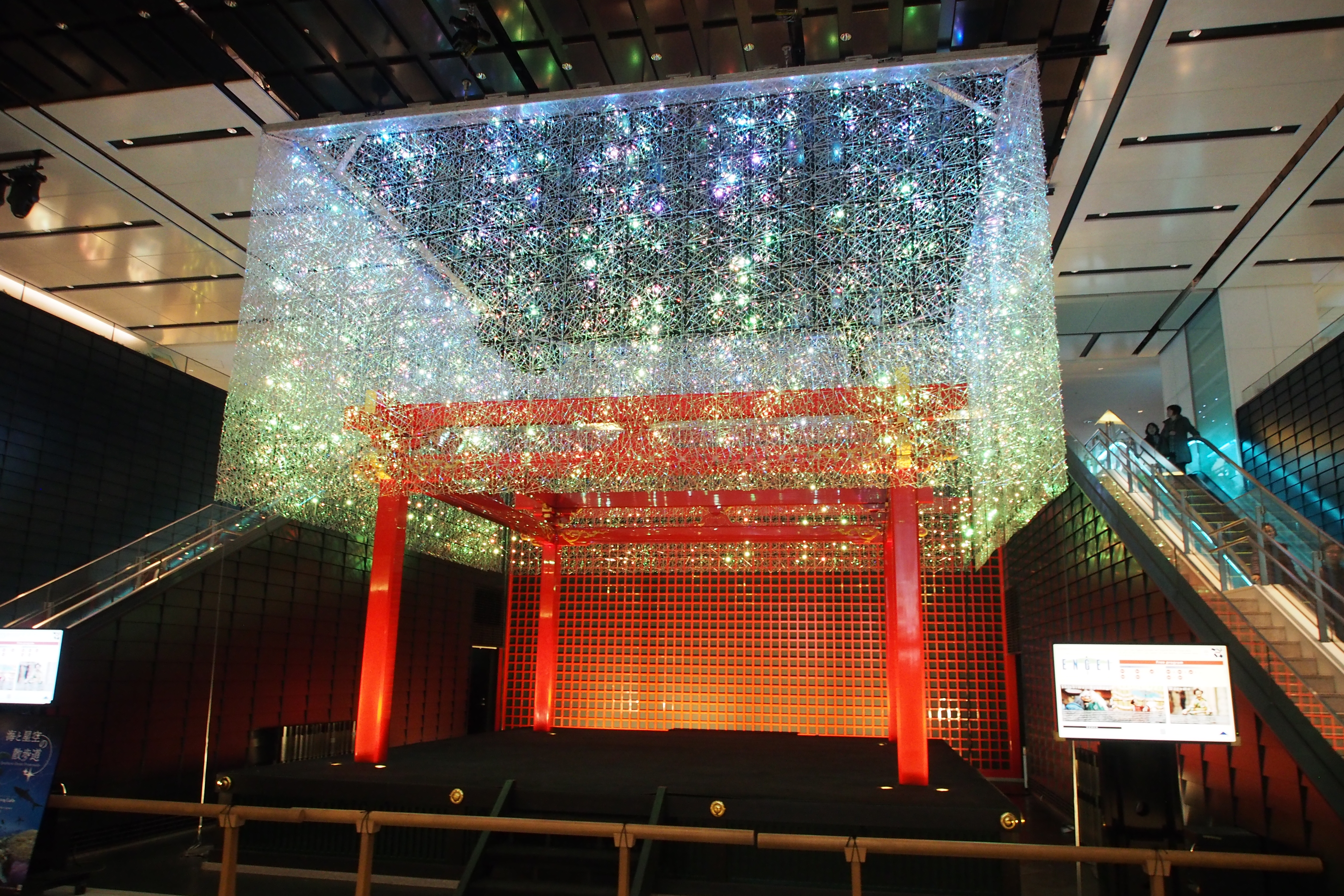
4階「江戸舞台」を見る（2017年12月9日撮影）
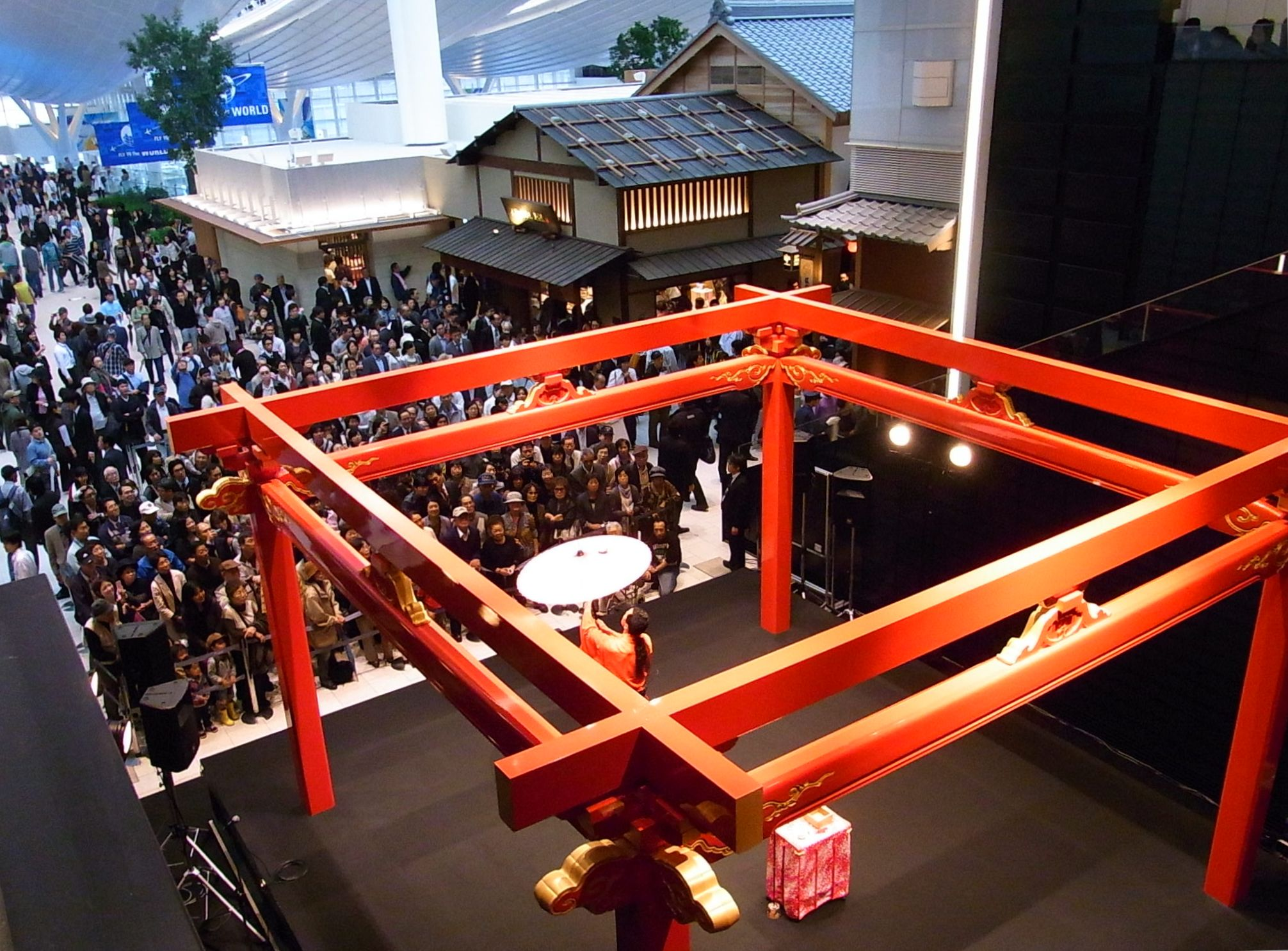
5階「TOKYO POP TOWN」から4階を見る（2010年10月21日撮影）
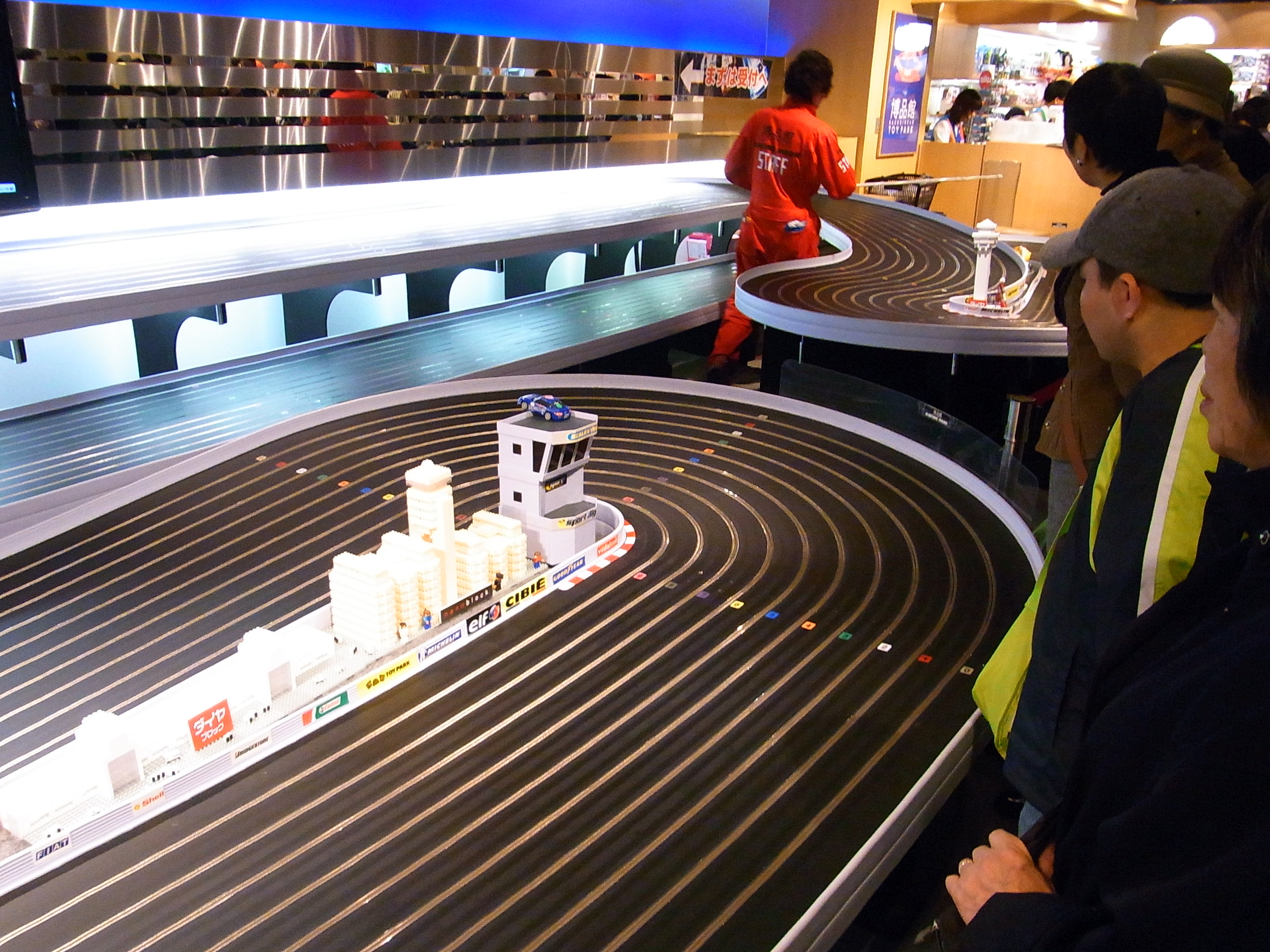
5階「博品館TOY PARK」（2010年11月20日撮影）
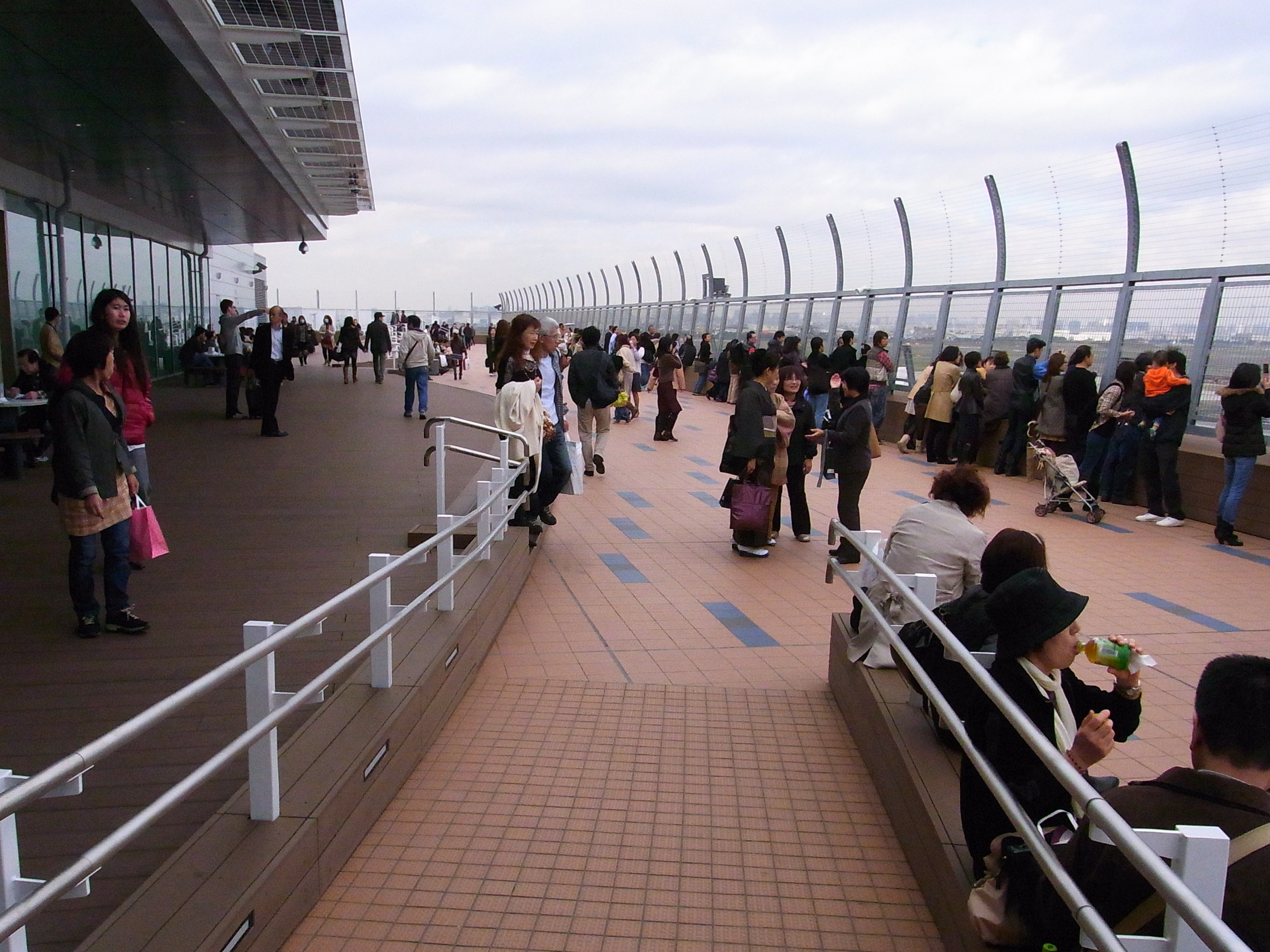
5階「展望デッキ」（2010年11月20日撮影）